# Peter Navy Tuiasosopo
Peter Navy Tuiasosopo (San Pedro, Califórnia, 22 de dezembro de 1963 – Phoenix, Arizona, 10 de fevereiro de 2025) foi um ator norte-americano.
Começou a atuar em 1991 na comédia "Necessary Roughness". Também trabalhou em Em Terreno Selvagem, Street Fighter - A Última Batalha, Batman & Robin, As Panteras, O Escorpião Rei, 12 Rounds, Velozes e Furiosos, Pequeno Problema, Mega Confusão, New Girl, NCIS - Unidade de Elite. Peter morreu no dia 10 de fevereiro aos 61 anos.

## Filmografia
| Ano  | Título                     | Personagem                    |
| ---- | -------------------------- | ----------------------------- |
| 1991 | Necessary Roughness        | Laikai "The Slender" Manumana |
| 1993 | Danger Theatre             | Al Hamoki                     |
| 1994 | On Deadly Ground           | Worker #1                     |
| 1994 | Street Fighter             | E. Honda                      |
| 1996 | The Jamie Foxx Show        | Jackie Chin                   |
| 1997 | Batman & Robin             | Guarda do Observatório        |
| 1998 | BASEketball                | Ed Tuttle                     |
| 2000 | Charlie's Angels           | Guarda-costas                 |
| 2001 | The Fast and the Furious   | Guarda-costas                 |
| 2002 | The Scorpion King          | Guarda do Portão Noturno      |
| 2008 | Speed Racer                | Locutor Fuji #2               |
| 2009 | 12 Rounds                  | Willie Dumaine                |
| 2009 | A Perfect Getaway          | Supply Guy                    |
| 2009 | The Slammin' Salmon        | Golfinho de Miami #1          |
| 2011 | Kickin' It                 | Yoshi Nakamura                |
| 2011 | The Young and the Restless | Koaa                          |
| 2012 | Fun Size                   | Mr. Mahani (Homem Samoano)    |
| 2013 | NCIS                       | Charles Kang / Chucky Bang    |
| 2013 | New Girl                   | Big Bob and Steve S2Ep10      |
| 2013 | Mob City                   | Big Oso                       |
| 2015 | Ray Donovan                | Guarda Samoana                |
| 2015 | Black-ish                  | Tuiasosopo                    |
| 2018 | Mayans MC                  | Afa                           |
| 2021 | Magnum P.I.                | Manui Vasega                  |

## Ligação externa
- Peter Navy Tuiasosopo. no IMDb.